# 5244 Amphilochos
Az 5244 Amphilochos (ideiglenes jelöléssel 1973 SQ1) egy kisbolygó a Naprendszerben. Cornelis Johannes van Houten,  Ingrid van Houten-Groeneveld,  Tom Gehrels fedezte fel 1973. szeptember 29-én.